# Lagoa de São Francisco
Lagoa de São Francisco è un comune del Brasile nello Stato del Piauí, parte della mesoregione del Centro-Norte Piauiense e della microregione di Campo Maior.